# Boloria rinaldus
Boloria rinaldus är en fjärilsart som beskrevs av Herbst 1800. Boloria rinaldus ingår i släktet Boloria och familjen praktfjärilar. Inga underarter finns listade i Catalogue of Life.